# VR-Bank Ellwangen
Die VR-Bank Ellwangen eG ist eine deutsche Genossenschaftsbank mit Sitz in der baden-württembergischen Stadt Ellwangen (Jagst) im Ostalbkreis.

## Geschichte
Die heutige VR-Bank Ellwangen eG wurde am 5. April 1866 als „Gewerbebank Ellwangen“ gegründet. Ab 1895 hieß sie „Gewerbe- und Landwirtschaftsbank Ellwangen“, ab 1940 „Ellwanger Volksbank eGmbH“ und ab dem Jahr 1992 nach der Fusion der Ellwanger Volksbank eG mit der Raiffeisenbank Ellwangen mit dem Sitz ebenfalls in Ellwangen (Jagst) „Volksbank-Raiffeisenbank Ellwangen eG“. Die ehemalige Raiffeisenbank Ellwangen eGmbH hatte bereits im Jahr 1971 mit der Raiffeisenbank Schwabsberg eGmbH mit dem Sitz in Schwabsberg fusioniert.
Im Jahr wurde die Fusion mit der Raiffeisenbank Ellenberg eG mit dem Sitz in Ellenberg vollzogen. Die Volksbank-Raiffeisenbank Ellwangen eG fusionierte anschließend im Jahr 1999 mit der Raiffeisenbank Rosenberg eG mit dem Sitz in Rosenberg.
Im Jahr 2000 fusionierte die damalige Volksbank-Raiffeisenbank Ellwangen eG zuletzt mit der Raiffeisenbank Adelmannsfelden eG mit dem Sitz in Adelmannsfelden, der Raiffeisenbank Jagstzell eG mit dem Sitz in Jagstzell, der Raiffeisenbank Pfahlheim eG mit dem Sitz in Pfahlheim, der Raiffeisenbank Neuler eG mit dem Sitz in Neuler, der Raiffeisenbank Röhlingen eG	mit dem Sitz in Röhlingen und der Raiffeisenbank Tannhausen eG mit dem Sitz in Tannhausen zur heutigen VR-Bank Ellwangen eG mit dem Sitz in Ellwangen (Jagst).

## Rechtsverhältnisse
Die VR-Bank Ellwangen eG ist im Genossenschaftsregister beim Amtsgericht Ulm unter GnR 510001 eingetragen.

## Organisationsstruktur
Rechtsgrundlagen sind das Genossenschaftsgesetz und die durch die Vertreterversammlung beschlossene Satzung. Organe der Bank sind der Vorstand, der Aufsichtsrat und die Vertreterversammlung.

## Sicherungseinrichtung
Die VR-Bank Ellwangen eG ist der amtlich anerkannten Sicherungseinrichtung des Bundesverbandes der Deutschen Volksbanken und Raiffeisenbanken GmbH und der zusätzlichen freiwilligen Sicherungseinrichtung des Bundesverbandes der Deutschen Volksbanken und Raiffeisenbanken e.V. angeschlossen.

## Geschäftsausrichtung
Die VR-Bank Ellwangen eG betreibt das Universalbankgeschäft. Im Verbundgeschäft arbeitet sie mit der DZ Bank, R+V Versicherung, Bausparkasse Schwäbisch Hall, Teambank, VR Smart Finanz, DZ Hyp und der Union Investment zusammen.

## Geschäftsgebiet
Das Geschäftsgebiet liegt im Norden des Ostalbkreises.
An diesen Orten betreibt die Bank Filialen:
- Ellwangen (Jagst) (Hauptstelle, jur. Sitz + 3 SB Geschäftsstellen)
- Pfahlheim (Geschäftsstelle)
- Röhlingen (Geschäftsstelle)
- Adelmannsfelden (Geschäftsstelle)
- Ellenberg (Geschäftsstelle)
- Jagstzell (Geschäftsstelle)
- Neuler (Geschäftsstelle)
- Rosenberg (Geschäftsstelle)
- Tannhausen (Geschäftsstelle)